# Дворацьке
Дворацьке (пол. Dworackie, нім. Dworatzken, 1934-45 Herrendorf) — село в Польщі, у гміні Свентайно Олецького повіту Вармінсько-Мазурського воєводства.
Населення — 43 особи (2011).

## Демографія
Демографічна структура станом на 31 березня 2011 року:
|          | Загалом | Допрацездатний вік | Працездатний вік | Постпрацездатний вік |
| -------- | ------- | ------------------ | ---------------- | -------------------- |
| Чоловіки | 21      | 4                  | 15               | 2                    |
| Жінки    | 22      | 5                  | 14               | 3                    |
| Разом    | 43      | 9                  | 29               | 5                    |